# Семенцов Михайло Іванович
Миха́йло Іва́нович Семенцо́в (нар. 1917 — пом. 1945) — радянський військовий льотчик часів Другої світової війни, командир ескадрильї 41-го гвардійського винищувального авіаційного полку (8-ма гвардійська винищувальна авіаційна дивізія, 5-й винищувальний авіаційний корпус, 2-га повітряна армія), гвардії капітан. Герой Радянського Союзу (1943).

## Життєпис
Народився 9 вересня 1917 року в місті Києві в родині робітника. За національністю — циган (у деяких документах у графі «національність» вказувалось також «українець» і «росіянин»). Здобув неповну середню освіту. Працював на залізниці в Гомелі (Білорусь). Навчався в Гомельському аероклубі.
До лав РСЧА призваний Гомельським МВК у грудні 1938 року. У 1940 році закінчив 8-му військову авіаційну школу пілотів імені П. Д. Осипенко (м. Одеса). Військову службу проходив у складі 40-го винищувального авіаційного полку 1-ї окремої Червонопрапорної армії на Далекому Сході.
Учасник німецько-радянської війни з серпня 1941 року. Воював на Південному, Закавказькому, Воронезькому і 1-му Українському фронтах. Літав на винищувачах І-16 і Ла-5. Пройшов бойовий шлях від пілота до командира ескадрильї. Вісім разів був поранений. Член ВКП(б) з 1942 року.
До середини січня 1945 року здійснив 362 бойових вильоти, провів 83 повітряних бої, у яких збив особисто 17 і в складі групи — 8 літаків супротивника, здійснив 2 повітряних тарани.
12 лютого 1945 року у складі шістки Ла-5 вилетів на супроводження і прикриття групи бомбардувальників Пе-2, що здійснювали бомбовий наліт на аеродром Нейсе. Під час повітряного бою з винищувачами супротивника його літак був обстріляний і вибухнув у повітрі.

## Нагороди
Указом Президії Верховної Ради СРСР від 28 вересня 1943 року за зразкове виконання бойових завдань командування на фронті боротьби з німецькими загарбниками та виявлені при цьому відвагу і героїзм, гвардії старшому лейтенантові Семенцову Михайлу Івановичу присвоєне звання Героя Радянського Союзу з врученням ордена Леніна і медалі «Золота Зірка» (№ 1737).
Також нагороджений двома орденами Червоного Прапора (01.02.1943, 22.02.1945), орденом Червоної Зірки (23.12.1941) і медаллю «За бойові заслуги» (07.04.1940).